# لایونل جفریس
لایونل جفریس (انگلیسی: Lionel Jeffries; ۱۰ ژوئن ۱۹۲۶ – ۱۹ فوریهٔ ۲۰۱۰) فیلم‌نامه‌نویس، کارگردان و هنرپیشه اهل بریتانیا بود. وی بین سال‌های ۱۹۵۰ تا ۲۰۰۱ میلادی فعالیت می‌کرد و عمدتاً در فیلم ظاهر شد و در طول دوران بازیگری خود نامزد جایزه گلدن گلوب شد.
از فیلم‌هایی که وی در آن نقش داشته است، می‌توان به شور زندگی، زندانی زندا و گروه کر عدم تأیید اشاره کرد.

## اوایل زندگی
جفریس در فارست هیل، جنوب لندن به دنیا آمد؛ پدر و مادرش هر دو مددکار اجتماعی ارتش نجات بودند؛ در کودکی به مدرسه گرامر ملکه الیزابت در ویمبورن مینستر در دورست رفت؛ در سال ۱۹۴۵ میلادی، او یک کمیسیون در پیاده‌نظام سبک آکسفورد و باکینگهامشر دریافت کرد و در برمه در ایستگاه رادیویی Rangoon در طول جنگ جهانی دوم خدمت کرد؛ به دریافت نشان ستاره برمه. (او رطوبت آنجا را عامل ریزش موی خود در سن ۱۹ سالگی می‌دانست) او همچنین به عنوان کاپیتان در نیروی مرزی سلطنتی غرب آفریقا خدمت می‌کرد.

## حرفه
او در آکادمی سلطنتی هنرهای دراماتیک آموزش دید. او به مدت دو سال وارد رپرتوار در تئاتر دیوید گاریک، لیچفیلد، استافوردشایر شد و در اولین نمایش‌های تلویزیونی بریتانیا ظاهر شد؛ جفریس حرفه ای موفق در فیلم‌های بریتانیایی عمدتاً در نقش‌های شخصیت‌های کمیک ایجاد کرد و از آنجایی که پیش از موعد کچل شده بود اغلب شخصیت‌های مسن تر از خودش را بازی می‌کرد، مانند نقش پدر برای کاراکتاکوس پاتس (با بازی دیک ون دایک) در فیلم Chitty Chitty Bang Bang. (1968)، اگرچه جفریس در واقع شش ماه از ون دایک کوچکتر بود.
حرفه بازیگری او در دهه ۱۹۶۰ با ایفای نقش‌های اصلی در فیلم‌های دیگری مانند کشش دو طرفه (۱۹۶۰)، محاکمه اسکار وایلد (۱۹۶۰)، قتل آهوی به اوج رسید! (در مقابل مارگارت رادرفورد)، First Men in the Moon (1964) و Camelot (1967). جفریس به نویسندگی و کارگردانی فیلم‌های کودکان، از جمله نسخه‌ای از بچه‌های راه‌آهن (۱۹۷۰) و آقای بلوندن شگفت‌انگیز (۱۹۷۲) روی آورد؛ او یکی از اعضای اتحادیه صحنه کاتولیک بریتانیا بود. جفریس نگرش منفی نسبت به تلویزیون داشت و سالها از رسانه اجتناب می‌کرد. او با اکراه در تلویزیون در نقش بازیگری در درام تلویزیونی آخر هفته دنیس پاتر در لندن در سال ۱۹۸۰ ظاهر شد و متوجه شد که ارزش‌های تولید تلویزیون اکنون کمی با ارزش‌های صنعت فیلم متفاوت است. در نتیجه او حرفه ای دیرهنگام در تلویزیون ایجاد کرد. او در اپیزودی از درام کمدی تلویزیون تیمز/ آی تی وی Minder در سال ۱۹۸۳ میلادی در نقش سیسیل کین، یک بیوه عجیب و غریب، و در یکی از اپیزودهای بازرس مورس در سال ۱۹۹۰ (تلویزیون مرکزی / زنیت / آی تی وی) ظاهر شد. او در نقش تام (توماس مدیسون) در کمدی موقعیت تیمز/ITV تام، دیک و هریت به همراه ایان اوگیلوی و بریجیت فورسایت بازی کرد. در طول فیلمبرداری لوکیشن با اوگیلوی برای یک قسمت در سال ۱۹۸۳، یک شیرین‌کاری شامل یک ماشین و یک دریاچه بسیار بدانجام شد، و در نهایت جفریس فقط موفق شد از شیشه جلوی ماشین خارج شود قبل از اینکه وسیله نقلیه در ۴۵ فوت (۱۴ متر) غرق شود.

## بازنشستگی و مرگ
جفریس در سال ۲۰۰۱ از بازیگری کناره‌گیری کرد و سلامتی او در سال‌های بعد رو به افول گذاشت. او در ۱۹ فوریه ۲۰۱۰ در خانه سالمندان در پول، دورست درگذشت. او در دوازده سال آخر عمرش از زوال عقل عروقی رنج می‌برد.
او از سال ۱۹۵۱ تا زمان مرگ با آیلین مری والش ازدواج کرد. آنها یک پسر و دو دختر داشتند. پسرش تای جفریس آهنگساز، ترانه‌سرا و هنرمند کاباره است. نوه لیونل جفریس رمان‌نویس و نمایشنامه نویس امی میسون است. نام او قبل از عناوین پایانی در فیلم The First Men in the Moon که در سال ۲۰۱۰ منتشر شد ذکر شده است: "برای لیونل جفریز ۱۹۲۶–۲۰۱۰".